# Фресене
Фресене́ (фр. и окс. Freyssenet) — коммуна во Франции, находится в регионе Рона — Альпы. Департамент коммуны — Ардеш. Входит в состав кантона Прива. Округ коммуны — Прива.
Код INSEE коммуны 07092.

## Население
Население коммуны на 2008 год составляло 53 человека.
| 1962 | 1968 | 1975 | 1982 | 1990 | 1999 | 2008 |
| ---- | ---- | ---- | ---- | ---- | ---- | ---- |
| 85   | 89   | 65   | 65   | 46   | 49   | 53   |

## Экономика
В 2007 году среди 28 человек в трудоспособном возрасте (15-64 лет) 25 были экономически активными, 3 — неактивными (показатель активности — 89,3 %, в 1999 году было 78,8 %). Из 25 активных работали 24 человека (15 мужчин и 9 женщин), безработной была 1 женщина. Среди 3 неактивных 1 человек был учеником или студентом, 1 — пенсионером, 1 был неактивным по другим причинам.